# Jean-Michel Bayle

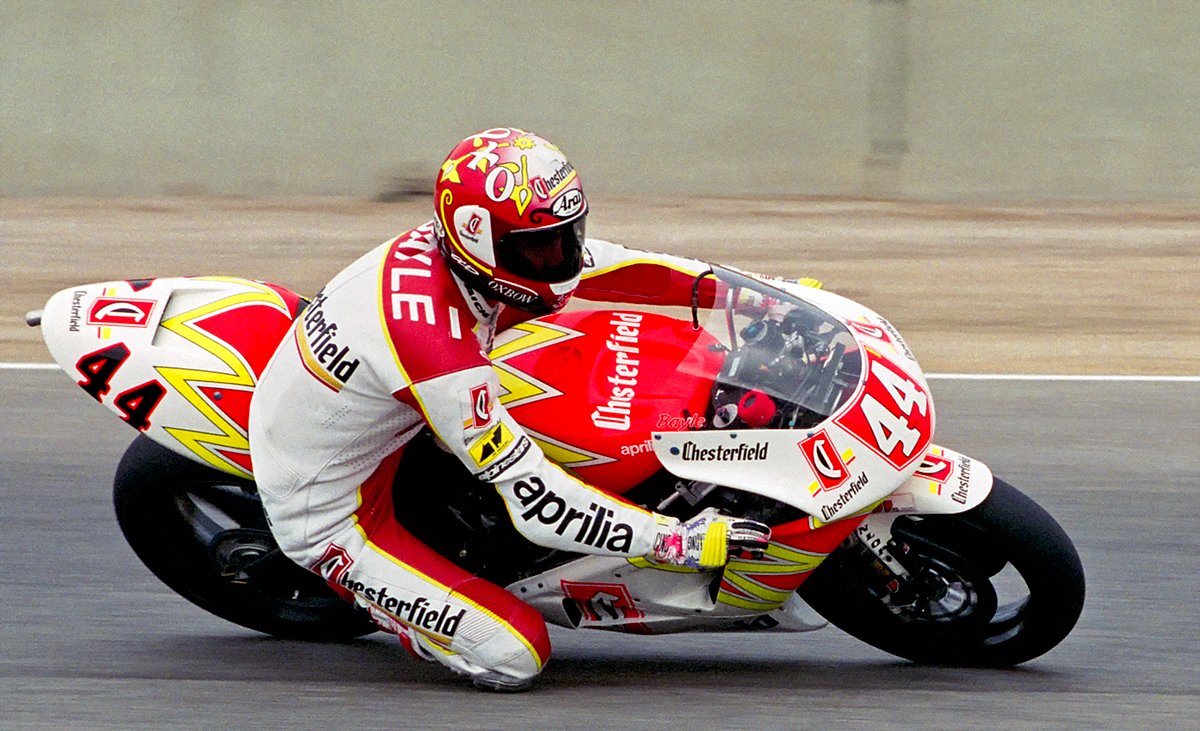
Jean- Michel Bayle 250cc bij de 1993 USGP Laguna Seca.

Jean-Michel Bayle (Manosque, 1 april 1969) is een Frans voormalig motorcrosser en snelheidscoureur.

## Carrière
Bayle won het Wereldkampioenschap motorcross 125cc in 1988 en het jaar daarop het wereldkampioenschap 250cc, beiden op Honda. In 1991 vertrok hij naar de Verenigde Staten en werd een van de weinige Europeanen die daar kampioenschappen wisten te winnen. In 1991 werd hij zowel outdoor als Supercross kampioen in de 250cc, en outdoor kampioen in de 500cc.
Nadat hij alle grote kampioenschappen op zijn naam schreef, besloot Bayle om van motorsport te veranderen en aan snelheidsraces deel te nemen in het Wereldkampioenschap 250cc 1994 voor Aprilia. In 1996 maakte hij de overstap naar de 500cc-klasse op een Yamaha. Hij behaalde één pole position in de 250cc en twee in de 500cc, maar wist nooit een wedstrijd te winnen of op het podium te eindigen. In 2002 wist hij de Bol d'Or en de 24 uur van Le Mans Moto te winnen. Door diverse blessures besloot hij eind 2002 te stoppen met racen.
Tegenwoordig is Bayle de adviseur van het Hondateam in het Wereldkampioenschap motorcross.

## Palmares
- 1988: Wereldkampioen 125cc
- 1989: Wereldkampioen 250cc
- 1991: Amerikaans Supercrosskampioen 250cc
- 1991: Amerikaans outdoor kampioen 250cc
- 1991: Amerikaans outdoor kampioen 500cc
- 2002: Winnaar Bol d'Or
- 2002: Winnaar 24u van Le Mans voor motoren